# Prostki I (gromada)
Prostki I – dawna gromada, czyli najmniejsza jednostka podziału terytorialnego Polskiej Rzeczypospolitej Ludowej w latach 1954–1972.
Gromady, z gromadzkimi radami narodowymi (GRN) jako organami władzy najniższego stopnia na wsi, funkcjonowały od reformy reorganizującej administrację wiejską przeprowadzonej jesienią 1954 do momentu ich zniesienia z dniem 1 stycznia 1973, tym samym wypierając organizację gminną w latach 1954–1972.
Gromadę Prostki (I) z siedzibą GRN w Prostkach utworzono – jako jedną z 8759 gromad – w powiecie grajewskim w woj. białostockim, na mocy uchwały nr 15/V WRN w Białymstoku z dnia 4 października 1954. W skład jednostki weszły obszary dotychczasowych gromad: Bogusze ze zniesionej gminy Bogusze w tymże powiecie oraz Prostki ze zniesionej gminy Prostki w powiecie ełckim (zmianę powiatu gromady Prostki zatwierdzono uchwałą 26/V z tegoż dnia). Dla gromady ustalono 20 członków gromadzkiej rady narodowej.
Gromadę Prostki (I) zniesiono 1 stycznia 1956 w związku z nadaniem jej statusu osiedla (nowemu osiedlu zmieniono równocześnie nazwę na Prostki).
Zobacz też: gromada Prostki (II)